# Palpibracus veneris
Palpibracus veneris är en tvåvingeart som först beskrevs av Jacques-Marie-Frangile Bigot 1888.  Palpibracus veneris ingår i släktet Palpibracus och familjen husflugor. Inga underarter finns listade i Catalogue of Life.